# Amphilius brevis
Amphilius brevis är en fiskart som beskrevs av George Albert Boulenger 1902. Amphilius brevis ingår i släktet Amphilius och familjen Amphiliidae. IUCN kategoriserar arten globalt som livskraftig. Inga underarter finns listade i Catalogue of Life.